# Zuid-Korea op de Olympische Winterspelen 2022
Zuid-Korea was een van de deelnemende landen aan de Olympische Winterspelen 2022 in Peking, China.

## Medailleoverzicht
| Sport      | Olympiër(s)                                                           | Onderdeel      | Medaille |
| ---------- | --------------------------------------------------------------------- | -------------- | -------- |
| Shorttrack | Hwang Dae-heon                                                        | 1500 m (m)     | Goud     |
| Shorttrack | Choi Min-jeong                                                        | 1500 m (v)     | Goud     |
| Schaatsen  | Cha Min-kyu                                                           | 500 m (m)      | Zilver   |
| Schaatsen  | Chung Jae-won                                                         | Massastart (m) | Zilver   |
| Shorttrack | Hwang Dae-heon Kim Dong-wook Kwak Yoon-gy Lee June-seo Park Jang-hyuk | Relay (m)      | Zilver   |
| Shorttrack | Choi Min-jeong                                                        | 1000 m (v)     | Zilver   |
| Shorttrack | Choi Min-jeong Kim A-lang Lee Yu-bin Seo Whi-min                      | Relay (v)      | Zilver   |
| Schaatsen  | Kim Min-seok                                                          | 1500 m (m)     | Brons    |
| Schaatsen  | Lee Seung-hoon                                                        | Massastart (m) | Brons    |

## Deelnemers en resultaten

### Alpineskiën
Mannen
| Naam           | Onderdeel    | 1e run | 1e run | 2e run         | 2e run         | Totaal         | Totaal         |
| Naam           | Onderdeel    | Tijd   | Rang   | Tijd           | Rang           | Tijd           | Rang           |
| -------------- | ------------ | ------ | ------ | -------------- | -------------- | -------------- | -------------- |
| Jung Dong-hyun | Reuzenslalom | DNF    | DNF    | niet geplaatst | niet geplaatst | niet geplaatst | niet geplaatst |
| Jung Dong-hyun | Slalom       | 56,85  | 29     | 50,84          | 16             | 1:47,69        | 21             |

Vrouwen
| Naam           | Onderdeel    | 1e run  | 1e run | 2e run         | 2e run         | Totaal         | Totaal         |
| Naam           | Onderdeel    | Tijd    | Rang   | Tijd           | Rang           | Tijd           | Rang           |
| -------------- | ------------ | ------- | ------ | -------------- | -------------- | -------------- | -------------- |
| Gim So-hui     | Reuzenslalom | 1:04,12 | 38     | 1:03,10        | 32             | 2:07,22        | 33             |
| Gim So-hui     | Slalom       | 57,31   | 42     | 56,80          | 39             | 1:54,11        | 39             |
| Kang Young-seo | Reuzenslalom | DNF     | DNF    | niet geplaatst | niet geplaatst | niet geplaatst | niet geplaatst |
| Kang Young-seo | Slalom       | DNF     | DNF    | niet geplaatst | niet geplaatst | niet geplaatst | niet geplaatst |

### Biatlon
Mannen
| Naam            | Onderdeel   | Tijd    | Missers     | Rang |
| --------------- | ----------- | ------- | ----------- | ---- |
| Timofei Lapshin | Individueel | 57:13,0 | 5 (1+1+2+1) | 76   |
| Timofei Lapshin | Sprint      | 27:30,8 | 2 (1+1)     | 82   |

Vrouwen
| Naam                 | Onderdeel     | Tijd    | Missers     | Rang |
| -------------------- | ------------- | ------- | ----------- | ---- |
| Ekaterina Avvakumova | Individueel   | 52:31,4 | 6 (3+0+2+1) | 73   |
| Ekaterina Avvakumova | Sprint        | 23:19,4 | 2 (2+0)     | 49   |
| Ekaterina Avvakumova | Achtervolging | DNF     | DNF         | DNF  |
| Seonsu Kim           | Individueel   | 56:37,5 | 6 (3+0+3+0) | 84   |
| Seonsu Kim           | Sprint        | 25:18,2 | 1 (1+0)     | 83   |

### Bobsleeën
Mannen
| Naam                                                      | Onderdeel   | Run 1   | Run 1 | Run 2   | Run 2 | Run 3   | Run 3 | Run 4          | Run 4          | Totaal         | Totaal |
| Naam                                                      | Onderdeel   | Tijd    | Rang  | Tijd    | Rang  | Tijd    | Rang  | Tijd           | Rang           | Tijd           | Rang   |
| --------------------------------------------------------- | ----------- | ------- | ----- | ------- | ----- | ------- | ----- | -------------- | -------------- | -------------- | ------ |
| Kim Jin-su Won Yun-jong *                                 | Tweemansbob | 59,89   | 14    | 1:00,28 | 17    | 1:00,10 | 14    | 1:00,97        | 20             | 4:01,24        | 19     |
| Kim Hyeong-geun Suk Young-jin *                           | Tweemansbob | 1:00,28 | 23    | 1:00,46 | 22    | 1:00,52 | 24    | niet geplaatst | niet geplaatst | niet geplaatst | 24     |
| Jung Hyun-woo Kim Dong-hyun Kim Jin-su Won Yun-jong *     | Viermansbob | 59,45   | 19    | 59,60   | 16    | 59,38   | 16    | 59,59          | 15             | 3:58,02        | 18     |
| Kim Hyeong-geun Kim Tae-yang Shin Ye Chan Suk Young-jin * | Viermansbob | 59,74   | 25    | 1:00,31 | 26    | 59,91   | 25    | niet geplaatst | niet geplaatst | niet geplaatst | 25     |

Vrouwen
| Naam        | Onderdeel | Run 1   | Run 1 | Run 2   | Run 2 | Run 3   | Run 3 | Run 4   | Run 4 | Totaal  | Totaal |
| Naam        | Onderdeel | Tijd    | Rang  | Tijd    | Rang  | Tijd    | Rang  | Tijd    | Rang  | Tijd    | Rang   |
| ----------- | --------- | ------- | ----- | ------- | ----- | ------- | ----- | ------- | ----- | ------- | ------ |
| Kim Yoo-ran | Monobob   | 1:06,68 | 20    | 1:07,02 | 18    | 1:06,41 | 14    | 1:06,41 | 13    | 4:26,52 | 18     |

* – Geeft de bestuurder van de slee aan

### Curling
| Team                                                              | Onderdeel | Groepsfase     | Groepsfase     | Groepsfase     | Groepsfase     | Groepsfase     | Groepsfase     | Groepsfase     | Groepsfase     | Groepsfase     | Groepsfase | Tiebreaker     | Halve finale   | Finale / BM    | Finale / BM |
| Team                                                              | Onderdeel | Opponent Score | Opponent Score | Opponent Score | Opponent Score | Opponent Score | Opponent Score | Opponent Score | Opponent Score | Opponent Score | Rang       | Opponent Score | Opponent Score | Opponent Score | Rang        |
| ----------------------------------------------------------------- | --------- | -------------- | -------------- | -------------- | -------------- | -------------- | -------------- | -------------- | -------------- | -------------- | ---------- | -------------- | -------------- | -------------- | ----------- |
| Kim Eun-jung Kim Kyeong-ae Kim Cho-hi Kim Seon-yeong Kim Yeong-mi | Vrouwen   | CAN 7 - 12     | GBR 9 - 7      | ROC 9 - 5      | CHN 5 - 6      | USA 6 - 8      | JPN 10 - 5     | SUI 4 - 8      | DEN 8 - 7      | SWE 4 - 8      | 8          | --             | --             | --             | --          |

### Freestyleskiën
Halfpipe
| Naam          | Onderdeel | Kwalificatie | Kwalificatie | Kwalificatie | Kwalificatie | Finale         | Finale         | Finale         | Finale         | Finale |
| Naam          | Onderdeel | Run 1        | Run 2        | Beste        | Rang         | Run 1          | Run 2          | Run 3          | Beste          | Rang   |
| ------------- | --------- | ------------ | ------------ | ------------ | ------------ | -------------- | -------------- | -------------- | -------------- | ------ |
| Lee Seung-hun | Mannen    | 49,75        | 56,75        | 56,75        | 16           | niet geplaatst | niet geplaatst | niet geplaatst | niet geplaatst | 16     |
| Kim Da-eun    | Vrouwen   | 44,50        | 45,50        | 45,50        | 17           | niet geplaatst | niet geplaatst | niet geplaatst | niet geplaatst | 17     |
| Jang Yu-jin   | Vrouwen   | 3,75         | 4,25         | 4,25         | 20           | niet geplaatst | niet geplaatst | niet geplaatst | niet geplaatst | 20     |

### Kunstrijden
| Naam          | Onderdeel | KK    | KK   | VK             | VK             | Totaal         | Totaal |
| Naam          | Onderdeel | Score | Rang | Score          | Rang           | Score          | Rang   |
| ------------- | --------- | ----- | ---- | -------------- | -------------- | -------------- | ------ |
| Cha Jun-hwan  | Mannen    | 99,51 | 4    | 182,87         | 7              | 282,38         | 5      |
| Lee Si-hyeong | Mannen    | 65,69 | 27   | niet geplaatst | niet geplaatst | niet geplaatst | 27     |
| You Young     | Vrouwen   | 70,34 | 6    | 142,75         | 4              | 213,09         | 6      |
| Kim Ye-lim    | Vrouwen   | 67,78 | 9    | 134,85         | 11             | 202,63         | 9      |

### Langlaufen
Lange afstanden
Mannen
| Naam           | Onderdeel      | Uitslag | Uitslag |
| Naam           | Onderdeel      | Tijd    | Rang    |
| -------------- | -------------- | ------- | ------- |
| Jeong Jong-won | 15 km klassiek | 46:34,6 | 82      |
| Jeong Jong-won | 30 km skiatlon | LAP     | LAP     |
| Kim Min-woo    | 15 km klassiek | 45:21,6 | 79      |
| Kim Min-woo    | 30 km skiatlon | LAP     | LAP     |

Vrouwen
| Naam         | Onderdeel             | Uitslag | Uitslag |
| Naam         | Onderdeel             | Tijd    | Rang    |
| ------------ | --------------------- | ------- | ------- |
| Han Da-som   | 15 km skiatlon        | DNF     | DNF     |
| Lee Chae-won | 10 km klassieke stijl | 34:45,5 | 75      |
| Lee Chae-won | 15 km skiatlon        | 55:52,6 | 61      |
| Lee Eui-jin  | 10 km klassieke stijl | 34:07,9 | 72      |

Sprint
Mannen
| Naam                       | Onderdeel  | Kwalificatie | Kwalificatie | Kwartfinales   | Kwartfinales   | Halve finales  | Halve finales  | Finale         | Finale         |
| Naam                       | Onderdeel  | Tijd         | Rang         | Tijd           | Rang           | Tijd           | Rang           | Tijd           | Rang           |
| -------------------------- | ---------- | ------------ | ------------ | -------------- | -------------- | -------------- | -------------- | -------------- | -------------- |
| Jeong Jong-won             | Sprint     | 3:16,15      | 81           | niet geplaatst | niet geplaatst | niet geplaatst | niet geplaatst | niet geplaatst | 81             |
| Kim Min-woo                | Sprint     | 3:19,76      | 82           | niet geplaatst | niet geplaatst | niet geplaatst | niet geplaatst | niet geplaatst | 82             |
| Jeong Jong-won Kim Min-woo | Teamsprint | n.v.t.       | n.v.t.       | n.v.t.         | n.v.t.         | 22:56,16       | 13             | niet geplaatst | niet geplaatst |

Vrouwen
| Naam                   | Onderdeel  | Kwalificatie | Kwalificatie | Kwartfinales   | Kwartfinales   | Halve finales  | Halve finales  | Finale         | Finale         |
| Naam                   | Onderdeel  | Tijd         | Rang         | Tijd           | Rang           | Tijd           | Rang           | Tijd           | Rang           |
| ---------------------- | ---------- | ------------ | ------------ | -------------- | -------------- | -------------- | -------------- | -------------- | -------------- |
| Han Da-som             | Sprint     | 3:51,34      | 75           | niet geplaatst | niet geplaatst | niet geplaatst | niet geplaatst | niet geplaatst | 75             |
| Lee Chae-won           | Sprint     | DNS          | DNS          | DNS            | DNS            | DNS            | DNS            | DNS            | DNS            |
| Lee Eui-jin            | Sprint     | 3:52,05      | 77           | niet geplaatst | niet geplaatst | niet geplaatst | niet geplaatst | niet geplaatst | 77             |
| Han Da-som Lee Eui-jin | Teamsprint | n.v.t.       | n.v.t.       | n.v.t.         | n.v.t.         | 26:55,52       | 11             | niet geplaatst | niet geplaatst |

### Noordse combinatie
| Naam       | Onderdeel                  | Schansspringen | Schansspringen | Schansspringen | Langlaufen | Langlaufen | Totaal  | Totaal |
| Naam       | Onderdeel                  | Afstand        | Punten         | Rang           | Tijd       | Rang       | Tijd    | Rang   |
| ---------- | -------------------------- | -------------- | -------------- | -------------- | ---------- | ---------- | ------- | ------ |
| Park Je-un | Normale schans + 10 km (m) | 90,0           | 82,3           | 36             | 29:11,3    | 43         | 32:34,3 | 42     |
| Park Je-un | Grote schans + 10 km (m)   | 107,0          | 67,9           | 39             | 30:08,5    | 47         | 34:56,5 | 44     |

### Rodelen
Individueel
| Naam                    | Onderdeel | Run 1    | Run 1 | Run 2  | Run 2 | Run 3  | Run 3 | Run 4          | Run 4          | Totaal         | Totaal |
| Naam                    | Onderdeel | Tijd     | Rang  | Tijd   | Rang  | Tijd   | Rang  | Tijd           | Rang           | Tijd           | Rang   |
| ----------------------- | --------- | -------- | ----- | ------ | ----- | ------ | ----- | -------------- | -------------- | -------------- | ------ |
| Lim Nam-kyu             | Mannen    | 1:02,438 | 34    | 59,794 | 30    | 59,538 | 28    | niet geplaatst | niet geplaatst | niet geplaatst | 33     |
| Aileen Christina Frisch | Vrouwen   | 59,776   | 23    | 59,642 | 20    | 59,055 | 18    | 1:01,811       | 19             | 4:00,284       | 19     |

Gemengd
| Naam                                                               | Onderdeel | Run 1                      | Run 1 | Run 2  | Run 2  | Run 3  | Run 3  | Totaal   | Totaal |
| Naam                                                               | Onderdeel | Tijd                       | Rang  | Tijd   | Rang   | Tijd   | Rang   | Tijd     | Rang   |
| ------------------------------------------------------------------ | --------- | -------------------------- | ----- | ------ | ------ | ------ | ------ | -------- | ------ |
| Park Jin-yong Cho Jung-myung                                       | Dubbels   | 59,361                     | 10    | 59,366 | 12     | n.v.t. | n.v.t. | 1:58,727 | 12     |
| Aileen Christina Frisch Lim Nam-kyu Park Jin-yong / Cho Jung-myung | Estafette | 1:02,682 1:05,265 1:03,291 | 14 8  | n.v.t. | n.v.t. | n.v.t. | n.v.t. | 3:11,238 | 13     |

### Schaatsen
Mannen
| Naam             | Onderdeel | Uitslag | Uitslag |
| Naam             | Onderdeel | Tijd    | Rang    |
| ---------------- | --------- | ------- | ------- |
| Cha Min-kyu      | 500 m     | 34,39   | Zilver  |
| Cha Min-kyu      | 1000 m    | 1:09,69 | 18      |
| Kim Jun-ho       | 500 m     | 34,54   | 6       |
| Kim Min-seok     | 1000 m    | 1:10,08 | 24      |
| Kim Min-seok     | 1500 m    | 1:44,24 | Brons   |
| Park Seong-hyeon | 1500 m    | 1:47,59 | 21      |

Vrouwen
| Naam          | Onderdeel | Uitslag | Uitslag |
| Naam          | Onderdeel | Tijd    | Rang    |
| ------------- | --------- | ------- | ------- |
| Kim Hyun-yung | 1000 m    | 1:17,50 | 25      |
| Kim Min-sun   | 500 m     | 37,60   | 7       |
| Kim Min-sun   | 1000 m    | 1:16,49 | 16      |
| Park Ji-woo   | 1000 m    | 1:19,39 | 30      |

Massastart
| Naam           | Onderdeel | Halve finale | Halve finale | Halve finale | Finale         | Finale         | Finale         |
| Naam           | Onderdeel | Punten       | Tijd         | Rang         | Punten         | Tijd           | Rang           |
| -------------- | --------- | ------------ | ------------ | ------------ | -------------- | -------------- | -------------- |
| Chung Jae-won  | Mannen    | 12           | 7:56,76      | 4            | 40             | 7:47,18        | Zilver         |
| Lee Seung-hoon | Mannen    | 40           | 7:43,63      | 2            | 20             | 7:47,19        | Brons          |
| Kim Bo-reum    | Vrouwen   | 40           | 8:34,23      | 2            | 6              | 8:16,81        | 5              |
| Park Ji-woo    | Vrouwen   | 0            | 8.53,64      | 13           | niet geplaatst | niet geplaatst | niet geplaatst |

Ploegenachtervolging
| Naam                                      | Onderdeel | Kwartfinale | Kwartfinale | Halve finale   | Halve finale   | Finale         | Finale         |
| Naam                                      | Onderdeel | Tijd        | Rang        | Tijd           | Rang           | Tijd           | Rang           |
| ----------------------------------------- | --------- | ----------- | ----------- | -------------- | -------------- | -------------- | -------------- |
| Chung Jae-won Kim Min-seok Lee Seung-hoon | Mannen    | 3:41,89     | 6           | niet geplaatst | niet geplaatst | niet geplaatst | niet geplaatst |

### Shorttrack
Mannen
| Naam                                                                  | Onderdeel | Series   | Series | Kwartfinale    | Kwartfinale    | Halve finale   | Halve finale   | Finale         | Finale         |
| Naam                                                                  | Onderdeel | Tijd     | Rang   | Tijd           | Rang           | Tijd           | Rang           | Tijd           | Rang           |
| --------------------------------------------------------------------- | --------- | -------- | ------ | -------------- | -------------- | -------------- | -------------- | -------------- | -------------- |
| Hwang Dae-heon                                                        | 500 m     | 40,971   | 2      | 40,636         | 2              | PEN            | PEN            | niet geplaatst | niet geplaatst |
| Hwang Dae-heon                                                        | 1000 m    | 1:23,042 | 1      | 1:24,693       | 1              | PEN            | PEN            | niet geplaatst | niet geplaatst |
| Hwang Dae-heon                                                        | 1500 m    | n.v.t.   | n.v.t. | 2:14,910       | 1              | 2:13,188       | 1              | 2:09,219       | Goud           |
| Lee June-seo                                                          | 500 m     | PEN      | PEN    | niet geplaatst | niet geplaatst | niet geplaatst | niet geplaatst | niet geplaatst | niet geplaatst |
| Lee June-seo                                                          | 1000 m    | 1:24,698 | 1      | 1:23,682       | 1              | PEN            | PEN            | niet geplaatst | niet geplaatst |
| Lee June-seo                                                          | 1500 m    | n.v.t.   | n.v.t. | 2:18,630       | 1              | 2:10,586       | 1              | 2:09,622       | 5              |
| Park Jang-hyuk                                                        | 1000 m    | 1:24,081 | 1      | no time (ADV)  | 3              | DNS            | DNS            | niet geplaatst | niet geplaatst |
| Park Jang-hyuk                                                        | 1500 m    | n.v.t.   | n.v.t. | 2:12,116       | 3              | 2:12,751       | 2              | 2:10,176       | 7              |
| Hwang Dae-heon Kim Dong-wook Kwak Yoon-gy Lee June-seo Park Jang-hyuk | Relay     | n.v.t.   | n.v.t. | n.v.t.         | n.v.t.         | 6:37,879       | 1              | 6:41,679       | Zilver         |

Vrouwen
| Naam                                             | Onderdeel | Series   | Series | Kwartfinale    | Kwartfinale    | Halve finale   | Halve finale   | Finale         | Finale         |
| Naam                                             | Onderdeel | Tijd     | Rang   | Tijd           | Rang           | Tijd           | Rang           | Tijd           | Rang           |
| ------------------------------------------------ | --------- | -------- | ------ | -------------- | -------------- | -------------- | -------------- | -------------- | -------------- |
| Choi Min-jeong                                   | 500 m     | 42,853   | 1      | 1:04.939       | 4              | niet geplaatst | niet geplaatst | niet geplaatst | niet geplaatst |
| Choi Min-jeong                                   | 1000 m    | 1:28,053 | 1      | 1:28,722       | 2              | 1:26,850       | 3              | 1:28,443       | Zilver         |
| Choi Min-jeong                                   | 1500 m    | n.v.t.   | n.v.t. | 2:20,846       | 1              | 2:16,831       | 1              | 2:17,789       | Goud           |
| Lee Yu-bin                                       | 500 m     | 43,141   | 4      | niet geplaatst | niet geplaatst | niet geplaatst | niet geplaatst | niet geplaatst | niet geplaatst |
| Lee Yu-bin                                       | 1000 m    | 1:27,862 | 2      | 1:29,120       | 1              | 1:28,170       | 3              | niet geplaatst | 6              |
| Lee Yu-bin                                       | 1500 m    | n.v.t.   | n.v.t. | 2:17,851       | 2              | 2:22,157       | 1              | 2:18,825       | 6              |
| Kim A-lang                                       | 1000 m    | 1:28,680 | 3      | niet geplaatst | niet geplaatst | niet geplaatst | niet geplaatst | niet geplaatst | niet geplaatst |
| Kim A-lang                                       | 1500 m    | n.v.t.   | n.v.t. | 2:32,879       | 1              | 2:22,420       | 4              | niet geplaatst | 13             |
| Choi Min-jeong Kim A-lang Lee Yu-bin Seo Whi-min | Relay     | n.v.t.   | n.v.t. | n.v.t.         | n.v.t.         | 4:05,904       | 2              | 4:03,627       | Zilver         |

Gemengd
| Naam                                                    | Onderdeel | Kwartfinale | Kwartfinale | Halve finale   | Halve finale   | Finale         | Finale         |
| Naam                                                    | Onderdeel | Tijd        | Rang        | Tijd           | Rang           | Tijd           | Rang           |
| ------------------------------------------------------- | --------- | ----------- | ----------- | -------------- | -------------- | -------------- | -------------- |
| Choi Min-jeong Hwang Dae-heon Lee Yu-bin Park Jang-hyuk | Relay     | 2:48,308    | 3           | niet geplaatst | niet geplaatst | niet geplaatst | niet geplaatst |

### Skeleton
| Naam          | Onderdeel | Run 1   | Run 1 | Run 2   | Run 2 | Run 3   | Run 3 | Run 4          | Run 4          | Totaal         | Totaal |
| Naam          | Onderdeel | Tijd    | Rang  | Tijd    | Rang  | Tijd    | Rang  | Tijd           | Rang           | Tijd           | Rang   |
| ------------- | --------- | ------- | ----- | ------- | ----- | ------- | ----- | -------------- | -------------- | -------------- | ------ |
| Jung Seung-gi | Mannen    | 1:01,18 | 11    | 1:01,04 | 10    | 1:00,69 | 9     | 1:00,83        | 9              | 4:03,74        | 10     |
| Kim Eun-ji    | Vrouwen   | 1:03,28 | 22    | 1:03,68 | 23    | 1:02,83 | 22    | niet geplaatst | niet geplaatst | niet geplaatst | 23     |
| Yun Sung-bin  | Mannen    | 1:01,26 | 13    | 1:01,17 | 13    | 1:01,03 | 12    | 1:00,63        | 7              | 4:04,09        | 12     |

### Snowboarden
Halfpipe
| Naam        | Onderdeel | Kwalificatie | Kwalificatie | Kwalificatie | Kwalificatie | Finale         | Finale         | Finale         | Finale         | Finale |
| Naam        | Onderdeel | Run 1        | Run 2        | Beste        | Rang         | Run 1          | Run 2          | Run 3          | Beste          | Rang   |
| ----------- | --------- | ------------ | ------------ | ------------ | ------------ | -------------- | -------------- | -------------- | -------------- | ------ |
| Lee Chae-un | Mannen    | 26,00        | 35,00        | 35,00        | 18           | niet geplaatst | niet geplaatst | niet geplaatst | niet geplaatst | 18     |
| Lee Na-yoon | Vrouwen   | 31,00        | 34,50        | 34,50        | 20           | niet geplaatst | niet geplaatst | niet geplaatst | niet geplaatst | 20     |

Parallelreuzenslalom
| Naam          | Onderdeel | Kwalificatie | Kwalificatie | Achtste finale    | Kwartfinale       | Halve finale      | Finale            | Finale         |
| Naam          | Onderdeel | Tijd         | Rang         | Tegenstander Tijd | Tegenstander Tijd | Tegenstander Tijd | Tegenstander Tijd | Rang           |
| ------------- | --------- | ------------ | ------------ | ----------------- | ----------------- | ----------------- | ----------------- | -------------- |
| Jeong Hae-rim | Vrouwen   | 1:29,10      | 18           | niet geplaatst    | niet geplaatst    | niet geplaatst    | niet geplaatst    | 18             |
| Lee Sang-ho   | Mannen    | 1:20,54      | 1            | Daniele Bagozza W | Vic Wild +0,01    | niet geplaatst    | niet geplaatst    | niet geplaatst |
| Kim Sang-kyum | Mannen    | 1:23,81      | 24           | niet geplaatst    | niet geplaatst    | niet geplaatst    | niet geplaatst    | 24             |